# Yvan Quénin
Yvan Quénin, (Mônaco, 1 de março de 1920 - julho de 2009) basquetebolista monegasco que integrou a seleção francesa que conquistou a medalha de prata disputada nos XIV Jogos Olímpicos de Verão realizados em Londres no ano de 1948.